# گدبری (کنتاکی)
گدبری (به انگلیسی: Gadberry) یک منطقهٔ مسکونی در ایالات متحده آمریکا است که در شهرستان ادیر، کنتاکی واقع شده‌است. گدبری ۲۸۹٫۸۷ متر بالاتر از سطح دریا واقع شده‌است.